# Celia Caturelli
Celia Caturelli (Córdoba, 15 de noviembre de 1953) es una artista argentina. Vive en Alemania y enseña en la Universidad de Ciencias Aplicadas de Düsseldorf.

## Datos biográficos
Caturelli estudió en primer lugar desde 1971 hasta 1976 Literatura Moderna en la Universidad Nacional de Córdoba. Paralelamente, estudió pintura y artes gráficas en la Escuela de Bellas Artes Dr. Figueroa Alcorta de 1972 a 1975. Desde 1979 hasta 1983 siguió con los estudios de arte también en la Universidad Nacional de Córdoba. En 1984, recibió del Fondo Nacional de las Artes en Buenos Aires el Premio Alberto Durero de pintura.
De 1985 a 1986 estudió con una beca del DAAD en la Universidad de las Artes de Berlín. En 1987 fue artista residente en Budapest. En 1997, fue nombrada profesora en la Universidad de Düsseldorf, donde enseña pintura.
Ha participado en numerosas exposiciones, incluyendo la exposición en el Spiegel de Argentina el año 2001, organizada por la Embajada de la República Argentina y el Instituto Goethe. Como otros artistas argentinos como Patricia Pisani, Miguel Rothschild, Viviana Martínez-Tosar, Martín Mele, Alejandro Dhers, Pablo Castagnola y Pat Binder  Celia Caturelli se instaló en Alemania.
Trabaja desde 1994 y crea esculturas del cuerpo preferentemente con asfalto. 